# UNO-Flüchtlingshilfe
Die UNO-Flüchtlingshilfe e. V. ist ein deutscher Verein mit Sitz in Bonn. Sie ist der deutsche Partner des Flüchtlingshilfswerks der Vereinten Nationen UNHCR. Seit 1980 engagiert sich die UNO-Flüchtlingshilfe als gemeinnütziger Verein für Menschen auf der Flucht und unterstützt Flüchtlingsprojekte weltweit.

## Geschichte
Die Nichtregierungsorganisation wurde als Verein Deutsche Stiftung für UNO-Flüchtlingshilfe 1980 in Bonn gegründet, nachdem in einer ARD-Reportage erschütternde Aufnahmen aus einem Flüchtlingslager in Somalia gezeigt und zu Spenden an den UNHCR (Hoher Flüchtlingskommissar der Vereinten Nationen) aufgerufen worden war. Zuvor hatte der damalige UNHCR-Vertreter in Deutschland, Yefime Zarjevski, in einem TV-Interview auf die dringliche Lage in Somalia aufmerksam gemacht. In nur wenigen Tagen kamen damals mehr als 1,2 Millionen D-Mark an Spenden zusammen. Da der UNHCR als internationale Organisation in Deutschland keine steuerbegünstigten Spenden entgegennehmen konnte, wurde die als gemeinnützig anerkannte Deutsche Stiftung für UNO-Flüchtlingshilfe gegründet.
Mit zunehmenden Finanzmitteln wurde eine Geschäftsstelle mit hauptamtlichen Mitarbeitern eingerichtet. 2004 wurde die Deutsche Stiftung für UNO-Flüchtlingshilfe in UNO-Flüchtlingshilfe e. V. umbenannt. Daneben wurde ebenfalls 2004 eine Stiftung gegründet, die UNO-Flüchtlingshilfe-Stiftung, um die Arbeit der NGO zur Unterstützung der Flüchtlinge langfristig zu sichern. Diese Förderstiftung unterstützt ausschließlich Projekte des Vereins.

## Ziele
Ziel der NGO ist es, das Leben von Flüchtlingen zu schützen und dazu beizutragen, dass Flüchtlinge ein menschenwürdiges Leben führen und ihr Schicksal wieder in die eigene Hand nehmen können. Drei zentrale Aufgaben werden von der UNO-Flüchtlingshilfe umgesetzt:
- Die Mobilisierung der Zivilgesellschaft für die finanzielle Unterstützung der weltweiten, lebensrettenden Einsätze des UNHCR.
- Die Förderung von Projekten für Flüchtlinge in Deutschland.
- Informationsarbeit zu Flucht, Fluchtursachen und -schicksale, die zur Sensibilisierung und Bewusstseinsbildung der Zivilgesellschaft beitragen.[1]

## Aufgabe und Arbeitsweise
Als deutscher Partner des Flüchtlingshilfswerks der Vereinten Nationen (UNHCR) steht der Flüchtlingsschutz im Zentrum der Arbeit der UNO-Flüchtlingshilfe. Internationaler Flüchtlingsschutz wird durch die finanzielle Unterstützung des UNHCR gefördert. Im nationalen Flüchtlingsschutz ist die Projektförderung ein entscheidendes Mittel. Hier liegt der Fokus auf der Beratung und Betreuung, für Geflüchtete etwa in den Bereichen Rechts- und Asylverfahren oder der psychosozialen Therapie für traumatisierte Flüchtlinge. Bildungs- und Gesundheitsprojekte sind weitere Arbeitsschwerpunkte der geförderten Projekte.
Besonders Schutzbedürftige, wie Frauen, Kinder, Ältere und Menschen mit Behinderung sind am schwersten von Flucht und Vertreibung betroffen, deshalb werden Projekte für diesen Personenkreis sowie Projekte in strukturschwachen Gebieten, bevorzugt gefördert.

## Bilanz 2023
2023 hat die UNO-Flüchtlingshilfe mehr als 50 Millionen Euro für Flüchtlingsprojekte bereitgestellt: 47,4 Millionen Euro konnten für die Flüchtlingsprogramme des UNHCR bereitgestellt werden. Der größte Anteil der Projektförderung wird für die UNHCR-Nothilfe verwendet. Daneben unterstützt die UNO-Flüchtlingshilfe Bildungsprogramme, um Flüchtlingen – vor allem Frauen, Kindern und Jugendlichen – Perspektiven für ein selbstbestimmtes Leben zu geben. Deutsche Projekte konnte 2023 die UNO-Flüchtlingshilfe mit 2,7 Millionen Euro unterstützen.

## Erfolge und Aktionen
Seit 2013 haben sich die Spendeneinnahmen des Vereins verzehnfacht. So waren es 2013 noch 9,4 Millionen Euro und 2022 schon 95,6 Millionen Euro an Einnahmen (ohne sonst. betr. Einnahmen).
Die UNO-Flüchtlingshilfe wurde mit dem internationalen deutschen PR-Preis im Bereich „Events“ für den „Benefizmarathon für saharauische Flüchtlinge“ ausgezeichnet. Vier Jahre hintereinander fand der Sahara-Benefizmarathon mit Beteiligung der UNO-Flüchtlingshilfe statt. Rund 100 Läufer besuchten Hilfsprojekte für die Sahraui und lebten gemeinsam mit den Flüchtlingsfamilien in deren Zelten.
Ihr 40-jähriges Bestehen feierte die UNO-Flüchtlingshilfe 2020 unter dem Motto „Leben retten, Kunst gewinnen“ mit einer Kunstlotterie, an der sich u. a. Künstler wie Stephan Balkenhol, Norbert Bisky, Viola Bittl, Monica Bonvicini, Olafur Eliasson, Douglas Gordon, Katharina Grosse, Anselm Kiefer, Markus Lüpertz, Trevor Paglen und Julius von Bismarck beteiligten. 2021 wurde die UNO-Flüchtlingshilfe dafür mit dem 2. Platz des deutschen Fundraising-Preises 2021 im Bereich „Kampagne“ ausgezeichnet.

## Kampagnen und Ausstellungen
Um das Bewusstsein in Bezug auf das Flüchtlingsthema innerhalb der Gesellschaft zu stärken, hat die UNO-Flüchtlingshilfe zahlreiche Kampagnen ins Leben gerufen und sich an UNHCR Kampagnen beteiligt. Unter dem Hashtag „withrefugees“ wird auf den sozialen Medien Aufmerksamkeit, Anteilnahme sowie Verständnis für Flüchtlinge erzeugt. Jeden Winter kreiert die UNO-Flüchtlingshilfe eine eigene themenorientierte Kampagne, die aktuelle Krisen zum Thema Flucht in den Vordergrund stellt. So wurde 2021 auf das Thema „Kinder auf der Flucht“ aufmerksam gemacht. 2022 und 2023 stand die Situation von und Winterhilfe für Geflüchtete in der Ukraine, Afghanistan und Syrien im Mittelpunkt.
Mit Ausstellungen versucht die UNO-Flüchtlingshilfe immer wieder erfolgreich für das Thema Flucht zu sensibilisieren. So in der Vergangenheit mit einer Karikaturenausstellung zum Thema Flucht von Karikaturist Thomas Plaßmann. Weitere Ausstellungen folgten mit Schwarz-Weiß-Fotografien des brasilianischen Fotografen Sebastião Salgado in der Bundeskunsthalle Bonn sowie mit der Ausstellung „stille Flucht“ des Kölner Fotografen Boris Becker.

## Transparenz
Die UNO-Flüchtlingshilfe veröffentlicht jährlich einen ausführlichen Jahresbericht, der die aktuellen Gesamteinnahmen sowie die Aufteilung der Spendengelder offenlegt. Seit 2003 wird der UNO-Flüchtlingshilfe das DZI-Spendensiegel zuerkannt. Seit 2020 trägt sie außerdem das Spendenzertifikat des Deutschen Spendenrat, das belegt, dass die UNO-Flüchtlingshilfe mit den ihr anvertrauten Geldern verantwortungsvoll umgeht und alle Strukturen, Tätigkeiten, Projekte und Finanzen offenlegt.

## Schirmherrschaft
Traditionell übernimmt die Bundestagspräsidentin/der Bundestagspräsident die Schirmherrschaft für die Nichtregierungsorganisation. Seit Oktober 2021 ist Bundestagspräsidentin Bärbel Bas Schirmfrau der UNO-Flüchtlingshilfe.

## Verein
Der ehrenamtliche Vorstand der UNO-Flüchtlingshilfe wird von der Mitgliederversammlung gewählt. Seit 2022 ist Ricarda Brandts Vorstandsvorsitzende. Stellvertretende Vorsitzende sind ebenfalls seit 2022 Günther Burkhardt und seit 2018 Rita Kühn, Geschäftsführerin von Profamilia NRW. Beisitzer im Vorstand sind Serdar Yüksel und Sertaç Şahin. Dem Aufsichtsrat gehören Bernhard von Grünberg (Vorsitzender), Dietrich Suhlrie (stellvertretender Vorsitzender), Tim Moritz Hector, Katharina Thote (Vertreterin des UNHCR in Deutschland), Berivan Aymaz, Kolja Naumann und Claudia Heser an. Als Nationaler Direktor und hauptamtlicher Geschäftsführer war bis Mai 2025 Peter Ruhenstroth-Bauer tätig. Seit Juli 2025 hat Mark Ankerstein, zuvor Aufsichtsratsmitglied bei der Christoffel-Blindenmission East- and South Africa, das Amt des Nationalen Direktors inne.

## Unterstützer
Mit ihren musikalischen Botschaftern, den Berliner Philharmonikern mit ihrem Chefdirigenten Kirill Petrenko und zahlreichen prominenten Unterstützern, wie Valerie Niehaus, Andrea Sawatzki, Khadra Sufi, Norbert Bisky, Burghardt Klaussner, Adnan Maral sowie vielen weiteren bei Einzelaktionen, wie Janina Fautz, Felix Lobrecht und Oliver Rohrbeck oder Dave Davis können immer wieder neue Spenderinnen und Spender und Interessierte gewonnen werden.

## Belege
1. 1 2 3  Die UNO-Flüchtlingshilfe auf einen Blick. In: uno-fluechtlingshilfe.de. Abgerufen am 24. November 2019.
2. ↑  Die UNO-Flüchtlingshilfe – der deutsche Partner des UNHCR. In: uno-fluechtlingshilfe.de. Abgerufen am 24. November 2019.
3. ↑  U. N. O. Flüchtlingshilfe: Mediathek. Abgerufen am 28. Februar 2024 (deutsch).
4. 1 2  U. N. O. Flüchtlingshilfe: Zeitstrahl – Meilensteine der UNO-Flüchtlingshilfe. Abgerufen am 9. Februar 2022 (deutsch).
5. ↑  DZI Spendensiegel. Abgerufen am 27. Februar 2024.
6. ↑  NO-Flüchtlingshilfe Schirmfrau. Abgerufen am 27. Februar 2024.
7. ↑  U. N. O. Flüchtlingshilfe: Gremien und Geschäftsführung. Abgerufen am 17. Juli 2025.
8. ↑  Ines Bresler, Bernd Eyermann, Alessandra Fahl: Peter Ruhenstroth-Bauer von der Uno-Flüchtlingshilfe: „Wir befinden uns hierzulande in einer großen Schieflage in der Debatte über Flucht und Migration“. 30. Mai 2025, abgerufen am 26. Juni 2025.
9. ↑  UNO Orga. Abgerufen am 16. Juli 2025.
10. ↑  U. N. O. Flüchtlingshilfe: Berliner Philharmoniker. Abgerufen am 2. November 2023 (deutsch).